# Vojenský pozorovatel OSN
Vojenský pozorovatel Organizace spojených národů (anglicky United Nations military observer) je osoba aktivně sloužící v ozbrojených silách členského státu OSN. Vojenský pozorovatel je vysílán na mírové mise, kde je chápán jako vojenský expert a je v rámci své služby neozbrojen. Kvalifikace do této role zahrnuje minimálně pětiletou službu v hodnosti důstojníka.

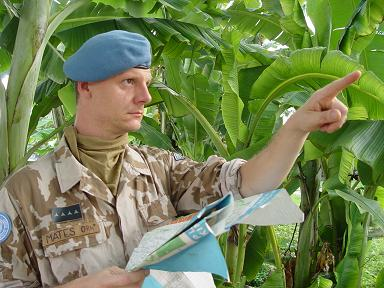
Vojenský pozorovatel OSN, příslušník AČR

## Úkoly vojenského pozorovatele OSN
V průběhu svého nasazení monitoruje vojenskou, bezpečnostní a politickou situaci v oblasti konfliktu. Aktivně spolupracují s místními organizacemi a účastní se zprostředkování řešení sporu mírovou cestou.

## Čeští vojenští pozorovatelé OSN
Do misí na pozicích vojenských pozorovatelů OSN jsou vysíláni vojáci Armády ČR. Momentálně jich ve světě působí celkem 7: 2 v Demokratické republice Kongo (MONUSCO), 1 v Kosovské republice (UNMIK), 3 ve Středoafrické republice (MINUSCA) a 1 na území Pákistánu/Indie (UNMOGIP).
Při absolvování mise prožívá samotný vojenský pozorovatel velké odloučení, protože je v týmu jako jediný Čech. To je z důvodu stanovené “strategie duhy” ze strany OSN, kdy je jednotlivec zasazován do mezinárodního týmu. 
Kurz Vojenského pozorovatele pořádá v ČR Velitelství výcviku Vojenské akademie ve Vyškově jednou ročně (převážně v jarním období). Požadavky a vojenského pozorovatele:
- zkušenosti z dřívějšího nasazení
- zkušenosti v zacházení s ručními zbraněmi, schopnosti rozpoznat běžná vozidla, letadla, vrtulníky a lodě
- profesionalita v používání mapových produktů, pozemní navigace a GPS
- schopnosti používat taktické a základní prostředky komunikace za využití schválených zásad komunikace
- znalosti v oblasti vyjednávání, mediace a řešení konfliktních situací
- znalost zásad první pomoci a zvládání stresu
- jazyková vybavenost

## Historie misí
V historii proběhlo už několik pozorovatelských misí, například UNMOGIP na hranici Indie a Pákistánu, která započala v lednu 1949, dále MONUSCO, UNMIK.